# Racalmuto

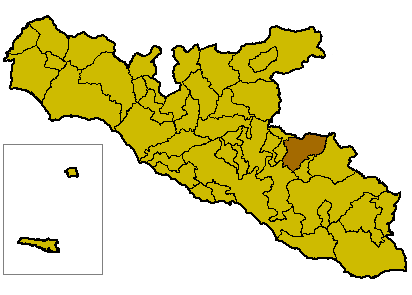
Localització de Racalmuto dins d'Agrigent

Racalmuto (sicilià Racalmutu) és un municipi italià, dins de la província d'Agrigent. L'any 2008 tenia 9.023 habitants. Limita amb els municipis de Bompensiere (CL), Canicattì, Castrofilippo, Favara, Grotte, Milena (CL) i Montedoro (CL).

## Administració
| Període | Identitat          | Partit         |
| ------- | ------------------ | -------------- |
| 2007-   | Salvatore Petrotto | Centreesquerra |

## Personatges il·lustres
- Leonardo Sciascia